# 皮索特-维贾亚拉加文数
皮索特-維賈亞拉加文數（Pisot–Vijayaraghavan number，簡稱皮索數或PV數）是指一大於1的實數代數整數，且其共軛代數數的絕對值小於1。皮索數是在1912年由數學家阿克塞尔·图厄發現，後來1919年戈弗雷·哈羅德·哈代在研究丟番圖逼近時再度發現皮索數，但一直到1938年查理·皮索特的論文發表後，皮索數才廣為人所知道。數學家维贾亚拉加文及拉斐爾·塞勒姆在1940年代有相關的研究，塞勒姆數的概念就類似皮索數。
皮索數一個廣為人知的特性就是其高次方以指數方式趨近整數。皮索特證明了以下的定理：若{\displaystyle \alpha >1}為一實數使以下數列
{\displaystyle \|\alpha ^{n}\|}
為平方可求和（square-summable）或ℓ2（其中||x||表示一實數x和最接近整數之間的距離），則α為皮索數（也是一代數整數）。依照皮索數的這一個特性，塞勒姆證明所有皮索數形成的集合S為一閉集合。其最小元素為一個包括三次方根的無理數，稱為塑膠數。對於皮索數集合S的極限點有較多的了解，其中最小的元素就是黃金比例。

## 定義及性質
一個代數度n的代數整數是指一個{\displaystyle n}次不可約整係數首一多项式{\displaystyle P(x)}的根{\displaystyle \alpha }，{\displaystyle P(x)}即為{\displaystyle \alpha }的最小多項式，其他的根則為{\displaystyle \alpha }的共軛數。若{\displaystyle \alpha >1}，且{\displaystyle P(x)}的其他根皆為絕對值小於1的實數或複數，都在複數平面中{\displaystyle |x|=1}的單位圓盤中，則α就稱為皮索特-維賈亞拉加文數、皮索數或PV數。例如黃金比例{\displaystyle \phi \approx 1.618}為一個大於一的實代數整數，其共軛數{\displaystyle -\phi ^{-1}\approx -0.618}小於1，因此{\displaystyle \phi }為一皮索數，其最小多項式為{\displaystyle x^{2}-x-1}。

## 外部連結
- Pisot number （页面存档备份，存于）, Encyclopedia of Mathematics
- Terr, David and Weisstein, Eric W. . MathWorld.